# Libystes edwardsi
Libystes edwardsi är en kräftdjursart som beskrevs av Alcock 1900. Libystes edwardsi ingår i släktet Libystes och familjen simkrabbor. Inga underarter finns listade i Catalogue of Life.